# Monte Ujarasussuttaliit
Il monte Ujarasussuttaliit (groenlandese: Ujarasussuttaaliit Qaqqaa) è una montagna della Groenlandia di 1143 m. Si trova nel comune di Kujalleq.